# 卡尔查依欧利路
43°46′17.86″N 11°15′19.16″E / 43.7716278°N 11.2553222°E

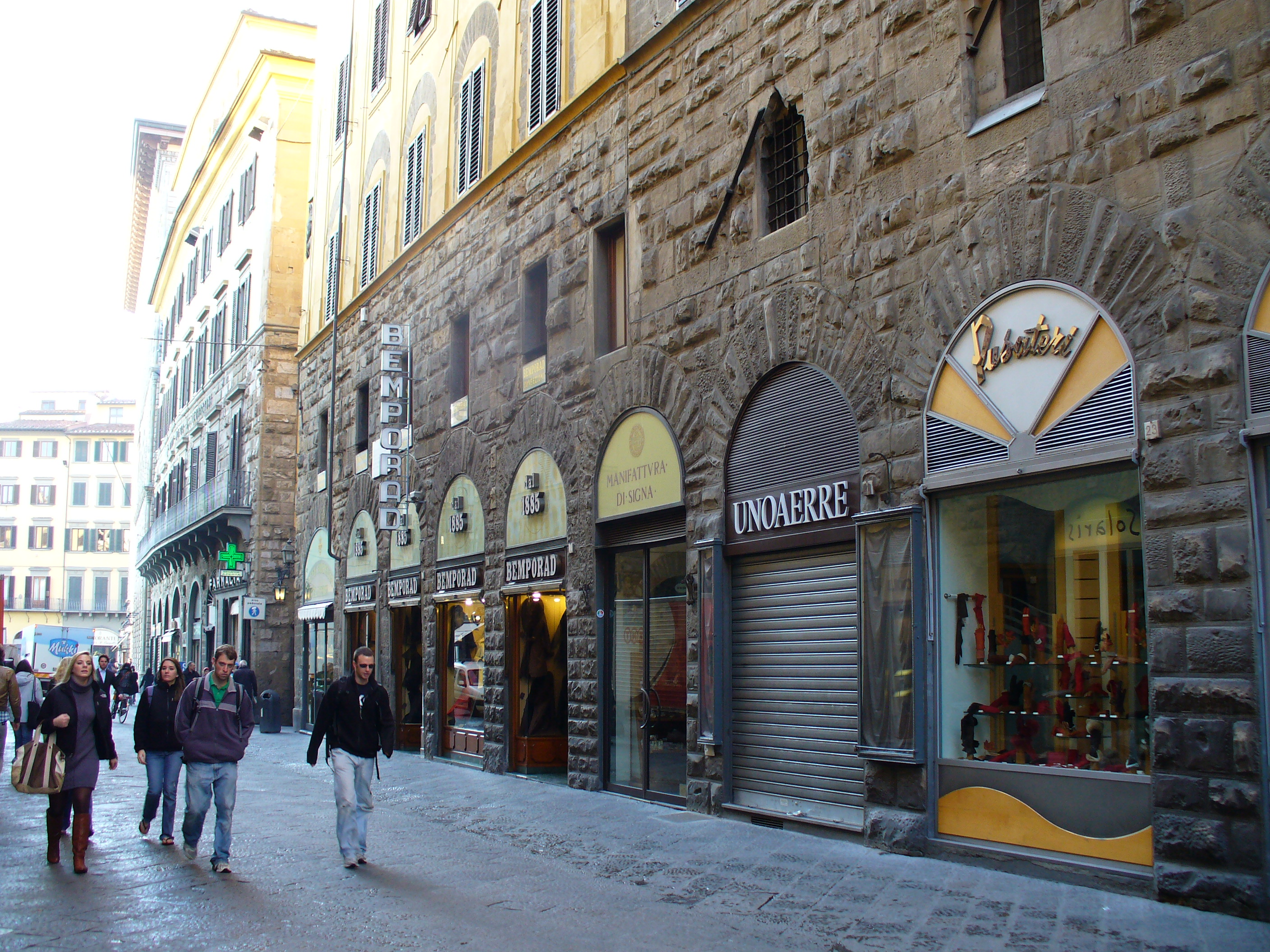
卡尔查依欧利路

卡尔查依欧利路（Via dei Calzaiuoli）是佛罗伦萨最核心和最优雅的街道，这里总是有繁忙的步行交通，这条街宽约4米，没有人行道，多年前已经被辟为行人专用区，两侧有许多佛罗伦萨最优雅的商店。

## 历史
这条路曾经在在15世纪扩大一次，当时它开满了许多服装店和鞋店。宗教和政治之间的天然联系，（包括主教座堂广场和领主广场），在此之前各段分别有自己的名称。

## 图片

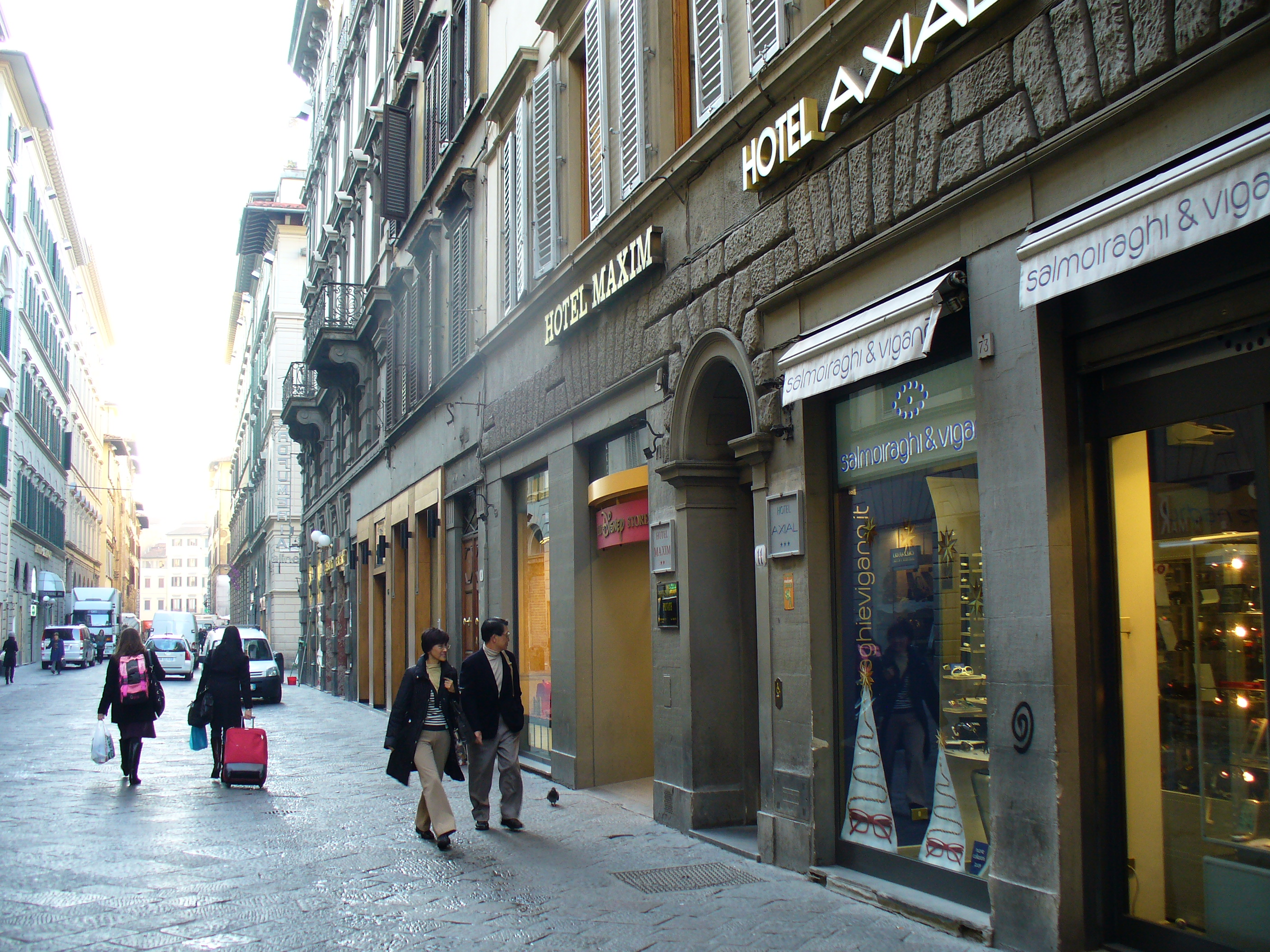
该路
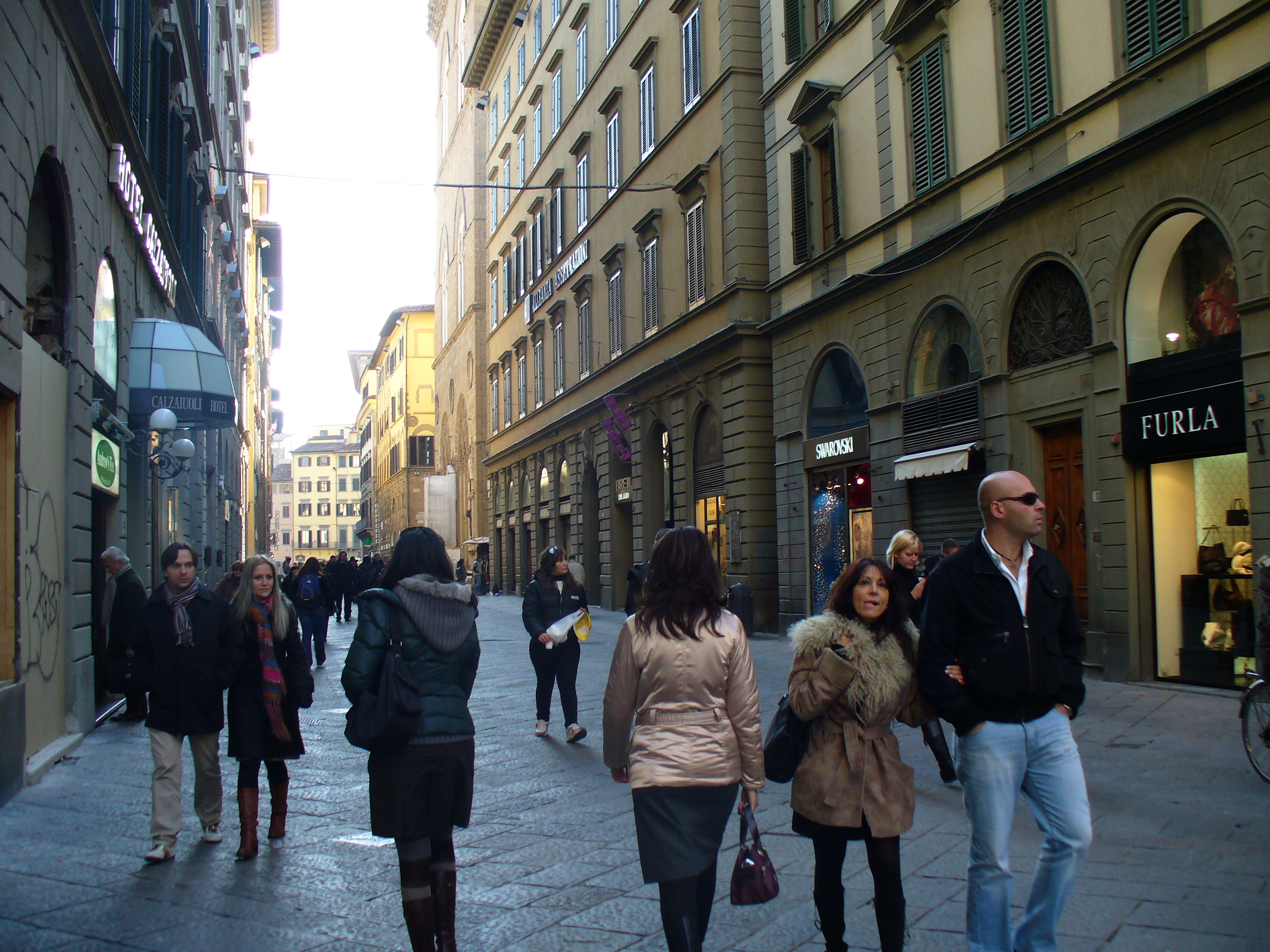
通往领主广场
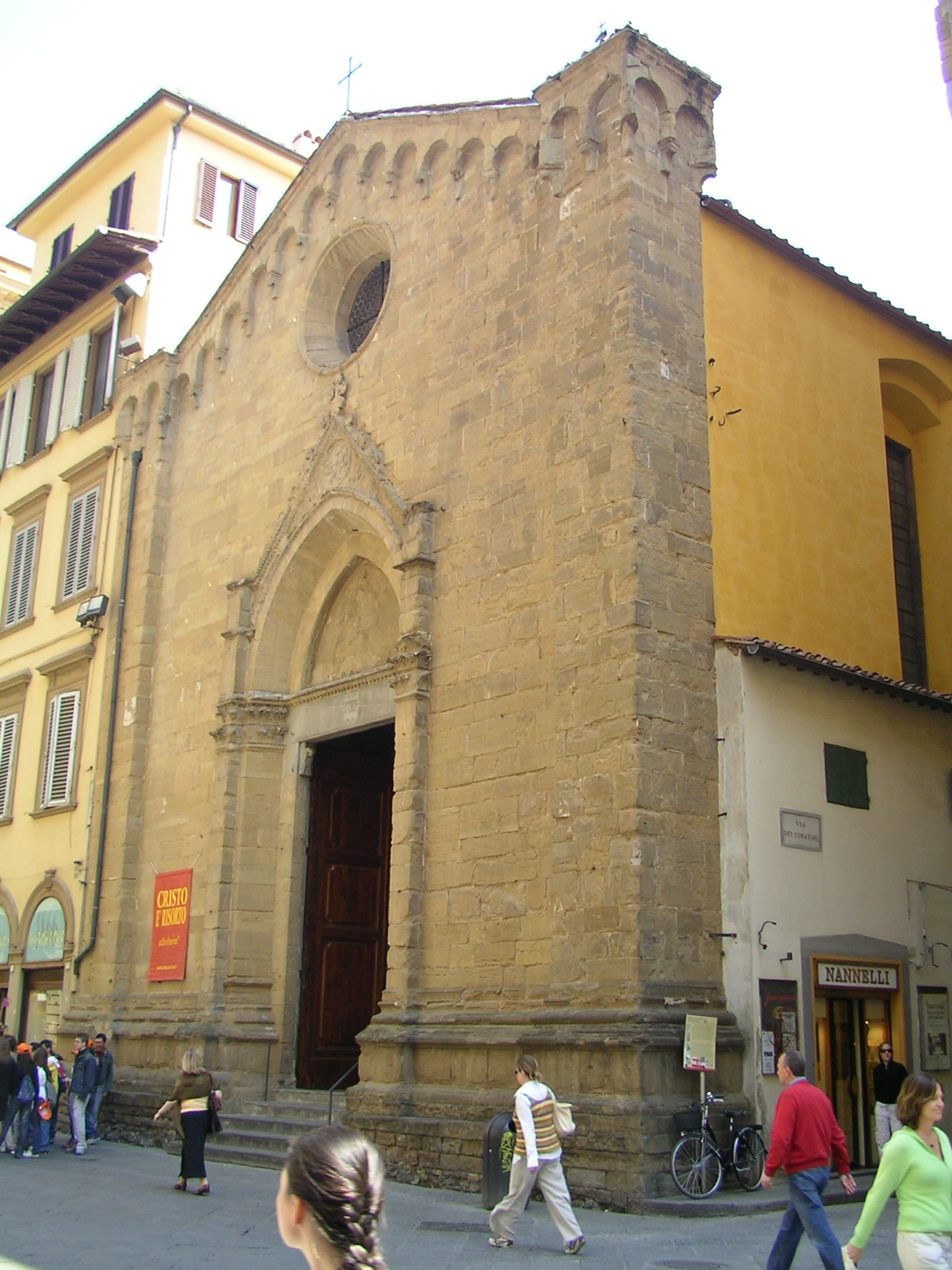
San Carlo dei Lombardi
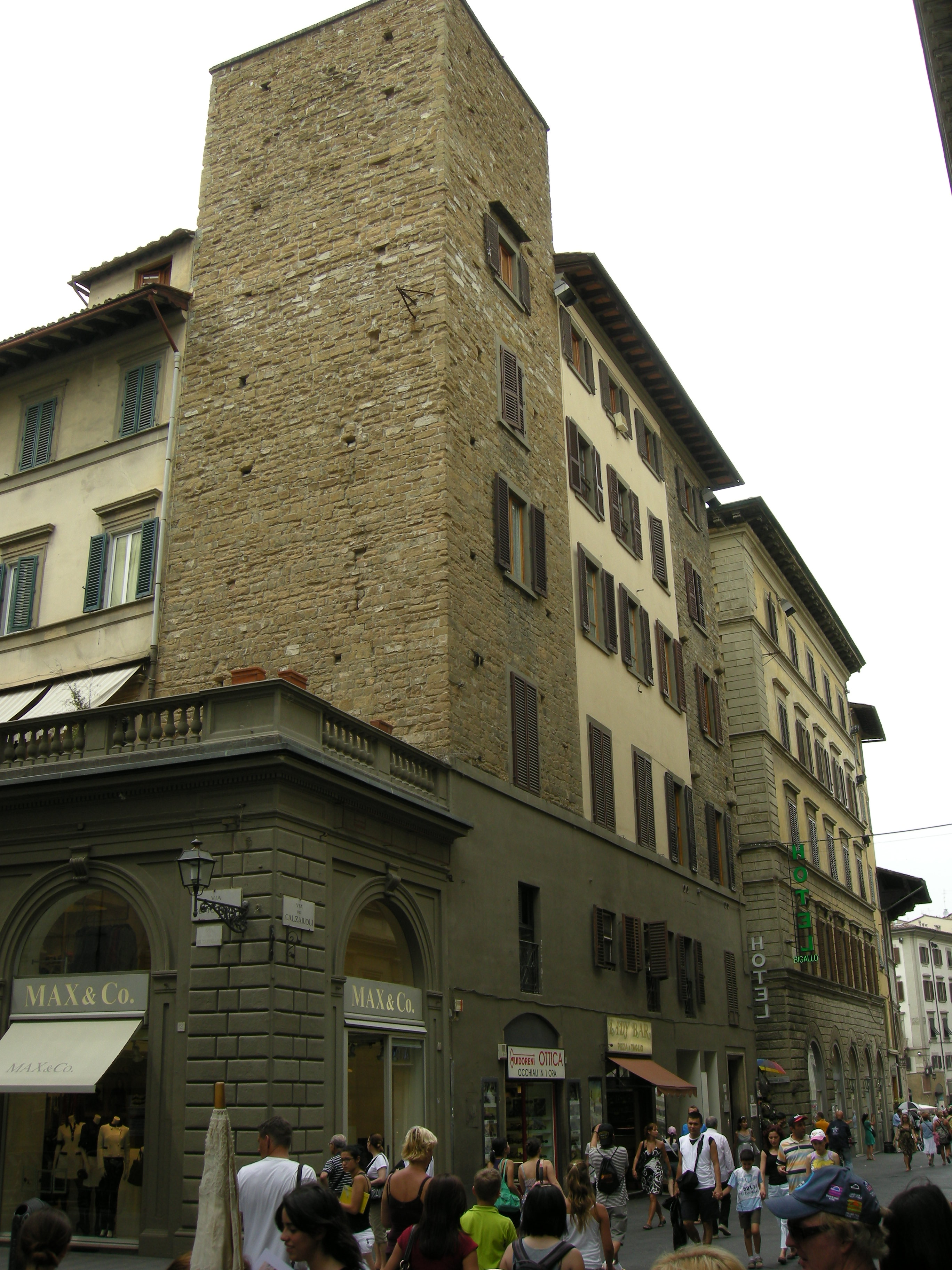
主教座堂广场入口